# Stenanthium
Stenanthium, biljni rod iz porodice čemerikovki, dio je tribusa Melanthieae. Postoji šest taksonomski priznatih vrsta trajnica raširenih po istoku i jugu SAD-a
Ime roda dolazi od grčkog stenos, uski i anthos, cvijet, aludirajući na uske tepale.

## Vrste
1. Stenanthium densum (Desr.) Zomlefer & Judd
2. Stenanthium diffusum Wofford
3. Stenanthium gramineum (Ker Gawl.) Morong
4. Stenanthium leimanthoides (A.Gray) Zomlefer & Judd
5. Stenanthium tennesseense Sorrie & Weakley
6. Stenanthium texanum (Bush) Sorrie & Weakley

## Sinonimi
- Veratrum subg. Stenanthium A. Gray, bazionim
- Oceanoros Small
- Tracyanthus Small